# Сєвєрська ТЕЦ
Сєвєрська ТЕЦ — теплова електростанція у Томській області Росії. Також відома як ТЕЦ СХК.
ТЕЦ звели для забезпечення потреб Сибірського хімічного комбінату (СХК), промислові реактори якого напрацьовували матеріали для ядерної зброї. В 1953—1961 роках на майданчику станції стали до ладу 19 парових котлів, від яких живились 14 парових турбін загальною потужністю 825 МВт:
- введена в 1953-му турбіна виробництва Ленінградського металічного заводу типу ВТ-25-4 потужністю 25 МВт (станційний номер 1);
- запущена в 1953-му турбіна від Ленінградського металічного заводу типу ВПТ-25-3 потужністю по 25 МВт (номер 2);
- введені не пізніше 1955-го чотири турбіни виробництва Ленінградського металічного заводу типу ВК-50-2 потужністю по 50 МВт (номери 3 — 6);
- запущена в 1956-му турбіна від Уральського турбінного заводу типу ВПТ-25-3 потужністю по 25 МВт (номер 7);
- турбіни зі станційними номерами 8 та 9;
- п'ять турбін типу ВКТ-100 потужністю по 100 МВт (номери 10 — 14), щонайменше дві з яких № 11 та № 12 були випущені Харківським турбогенераторним заводом.

В 1982-му турбіну № 9 замінили на турбіну виробництва Калузького турбінного заводу типу Р-12-90/16М потужністю 12 МВт, а в 1988-му станцію доповнили турбіною № 15 від Калузького турбінного заводу типу Р-12-90/18М потужністю 12 МВт.
Ще один етап модернізації розпочався в другій половині 2000-х на кошти США в межах програми зупинки виробництва збройового плутонію на СХК. При цьому до середини 2010-х на ТЕЦ постачили щонайменше 3 нові парові котли — два типу БКЗ-230-9,8-540КГТ продуктивністю по 230 тонн пари на годину, які в 2009-му замінили старі № 5 та № 16, та один типу БКЗ-210-9,8-540КГТ продуктивністю 210 тон пари на годину, що став до ладу в 2012-му та отримав станційний номер 21. За іншими даними, ТЕЦ отримала 4 котли. Що стосується турбінного обладнання, то в 2008-му турбіну № 10 замінили на нову від концерну «Силові машини» типу Т-115-8,8 потужністю 100 МВт.
Застаріле обладнання поступово виводили з експлуатації. Так, в якийсь момент зупинили турбіну № 8, з 2013-го вивели турбіни № 3, № 4 та № 5, а в 2014-му турбіну № 14, а станом на початок 2020-х — і турбіну № 13.
Станом на 2023 рік на ТЕЦ проходила чергова модернізація, в межах якої демонтували турбіну № 12 та готувались до встановлення двох парових турбін Калузького турбінного заводу типу ПР-30/35 потужністю по 30 МВт з генераторами від заводу «Електроважмаш-Привод» типу Т-35. За одними даними, їх мали розмістити у звільнених комірках турбін № 12 та № 14, за іншими — одна з цих турбін буде рахуватись як № 1. Також передбачається встановлення нових котлів № 12 та 13, модернізація котлів № 10, 11, 14, 15, 16, 18 та 21 та вивід з експлуатації більш старого котельного обладнання. Загальна потужність ТЕЦ після запланованого на 2026 рік завершення модернізації має скласти 384 МВт при тепловій потужності у 1522 Гкал/год.
Як паливо ТЕЦ використовує вугілля. Також станція може спалювати певні обсяги природного газу (надходить до регіону по трубопроводу Нижньовартовськ – Кузбас), так, станом на 2018-й газ становив 20 % у паливному балансі.
Для видалення продуктів згоряння призначені п'ять димарів заввишки по 100 метрів.
Для технологічних потреб використовується вода з річки Том.
Видача продукції відбувається по ЛЕП, що працюють під напругою 110 кВ та 220 кВ.